# Dasyhelea flavibasalis
Dasyhelea flavibasalis är en tvåvingeart som beskrevs av Tokunaga 1940. Dasyhelea flavibasalis ingår i släktet Dasyhelea och familjen svidknott. Inga underarter finns listade i Catalogue of Life.